# Mauchida Abdulkabirowa
Mauchida Atnagulowna Abdulkabirowa (russisch Маухида Атнагуловна Абдулкабирова; * 22. Oktoberjul. / 4. November 1917greg. in Nurlino bei Ufa; † 2003) war eine sowjetisch-kasachische Geologin baschkirischer Herkunft.

## Leben
Abdulkabirowa studierte in Almaty am Kasachischen Bergbau- und Metallurgieinstitut mit Abschluss 1941.
Nach dem Studium arbeitete Abdulkabirowa in Almaty in dem 1940 gegründeten und später nach Qanysch Sätbajew benannten Institut für Geologische Wissenschaften der Akademie der Wissenschaften der Kasachischen Sozialistischen Sowjetrepublik, in dem sie Sektorleiterin wurde (bis 1983).
Abdulkabirowa untersuchte die Verteilung der Lagerstätten in Nordkasachstan und analysierte die festgestellten Gesetzmäßigkeiten. Sie erstellte mit ihren Ergebnissen geologische Karten für Prognosen und bestimmte grundlegende Richtungen für die Lagerstättensuche. Sie schuf die theoretischen Grundlagen für die Suche nach Diamanten-Lagerstätten in Nordkasachstan. Gemäß ihrer Vorhersage wurde die Kumdykul-Lagerstätte technischer Diamanten bei Kökschetau entdeckt.
1973 wurde Abdulkabirowa zur Doktorin der geologisch-mineralogischen Wissenschaften promoviert.

## Ehrungen, Preise
- Medaille „Für heldenmütige Arbeit“ (1987)[4]
- Staatspreis der Republik Kasachstan (1990)